# Post-Apocalypto
Post-Apocalypto è un album in studio del gruppo musicale statunitense Tenacious D, pubblicato nel 2018.

## Tracce
Testi e musiche di Jack Black e Kyle Gass.
1. Post-Apocalypto Theme – 0:37
2. Desolation – 1:17
3. Hope – 1:59
4. Cave Women – 1:26
5. Making Love – 2:56
6. Scientists – 1:17
7. Take Us Into Space – 1:56
8. I've Got to Go – 1:50
9. Fuck Yo-Yo Ma – 1:34
10. Reunion/Not So Fast – 1:08
11. Daddy Ding Dong – 1:45
12. Chainsaw Bazooka Machine Gun – 1:00
13. Robot – 2:26
14. March – 1:23
15. Turd Whistle – 0:39
16. Colors – 2:20
17. Who's Your Daddy? – 0:48
18. JB Jr Rap – 1:31
19. Woman Time – 1:23
20. Save the World – 0:44
21. Post-Apocalypto Theme (Reprise) – 0:39

## Formazione
Membri ufficiali del gruppo
- Jack Black – voce, chitarra acustica
- Kyle Gass – chitarra acustica, cori

Membri addizionali
- John Konesky – chitarra elettrica
- John Spiker – basso, tastiera
- Scott Seiver – percussioni, piano
- Dave Grohl – batteria

Orchestra
- Drew Taubenfeld – steel guitar
- Paul Cartwright – archi
- Mona Tian – archi
- Molly Rogers – archi
- Derek Stein – archi